# ЕП20
Електровоз ЕП20 — двосистемний пасажирський електровоз, створений Трансмашхолдингом спільно з французькою компанією Alstom. ЕП20 задуманий як головний проект масштабної програми розробки сімейства російських електровозів нового покоління.
Восени 2011 року був представлений публіці на залізничній виставці ЕКСПО — 1520. 30 листопада 2012 перший екземпляр переданий ВАТ «РЖД». З 14 грудня електровози ЕП20 працюють на лінії Москва — Санкт-Петербург. З січня 2013 працюють на маршрутах Москва-Пасажирська-Казанська — Воронеж-1 і Москва-Пасажирська-Казанська — Ряжск 1 (поїзд Москва — Орськ).

## Технічні характеристики
- Потужність годинного режиму на валах тягових двигунів — не менше 7200 кВт
- Максимальна сила тяги при рушінні — 450 кН
- Найменший радіус кривих — 125 м
- Підвішування ТЕД — Опорно-рамне

Габарити
- довжина по вісям автозчеплення — 22550 мм
- ширина — 3100 мм
- висота від головки рейки — 5100 мм (при опущеному струмоприймачі)

## Галерея

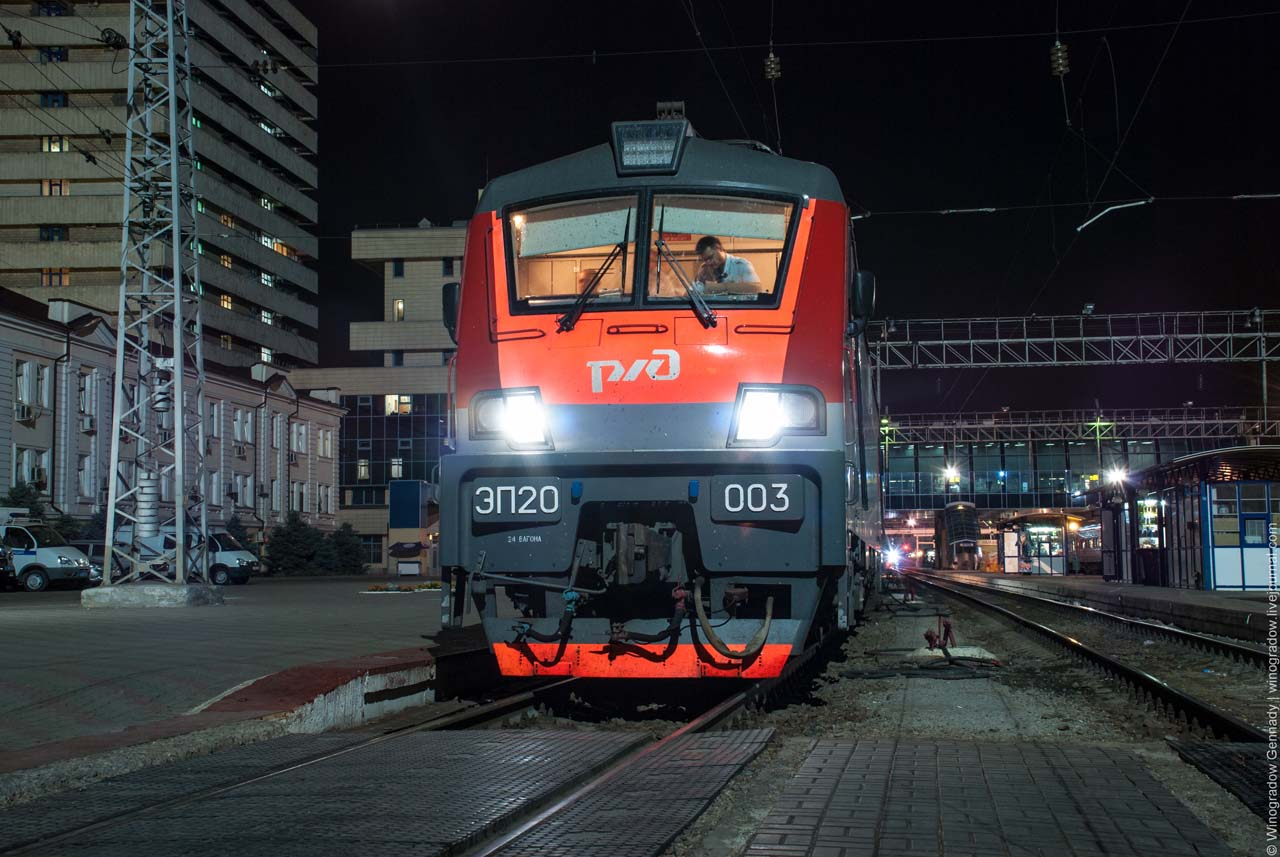
ЕП20 на станції Ростов-Головний
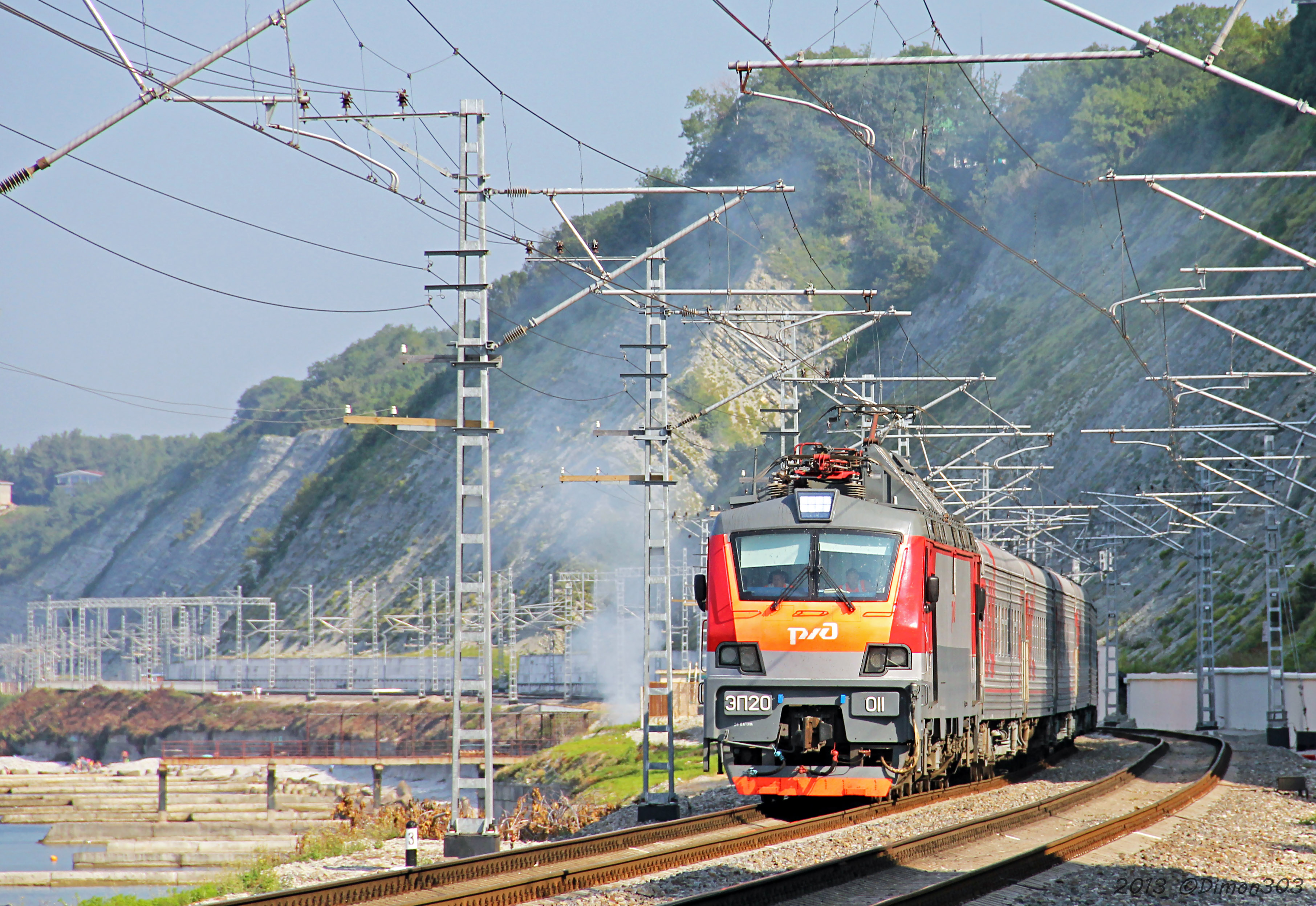
Електровоз ЕП20 з пасажирським поїздом
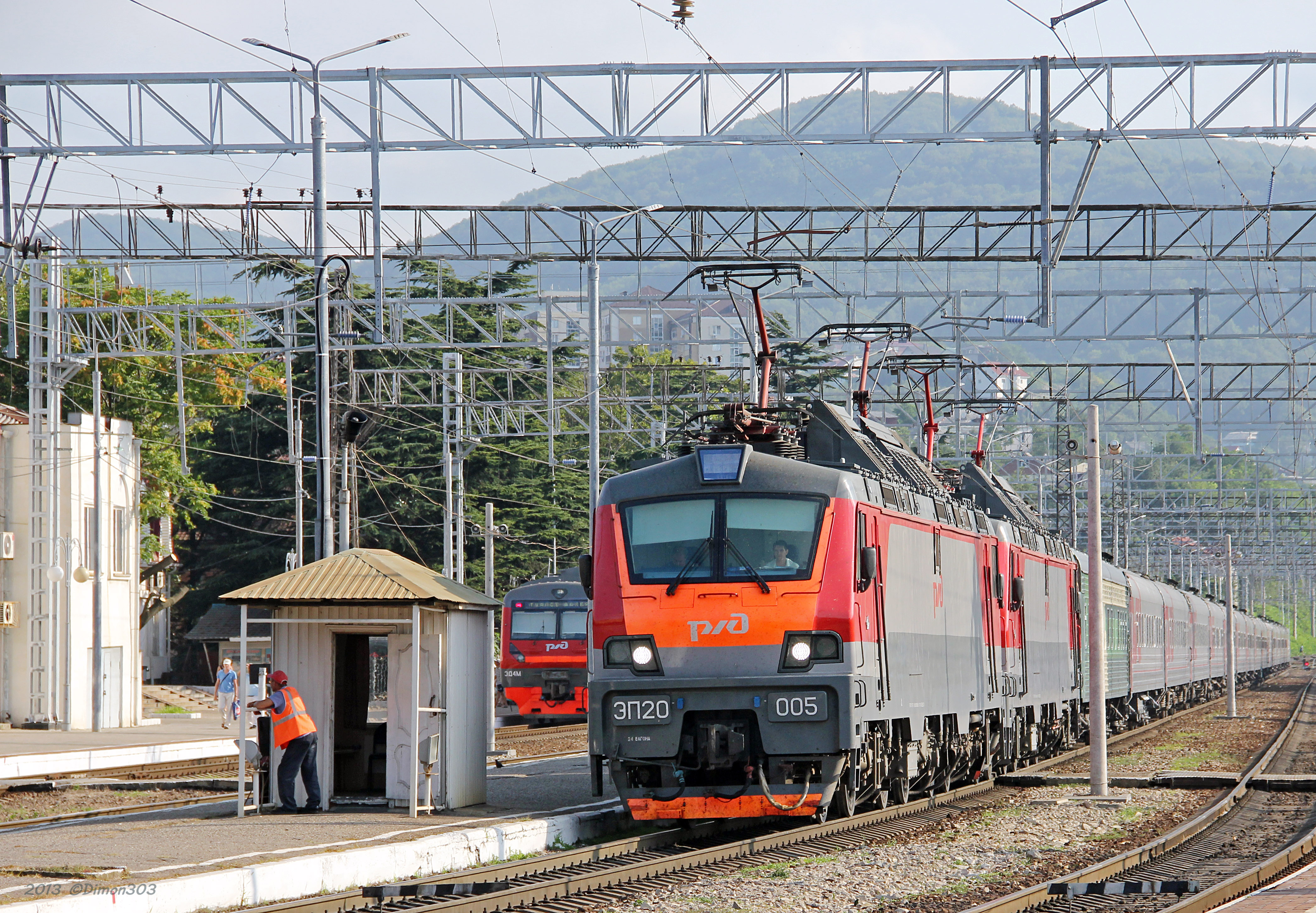
Електровози ЕП20 з пасажирським поїздом на станції Туапсе -пас.

## Сучасні технічні рішення
- Компонування обладнання в кузові з центральним проходом (аналогічні рішення застосовуються на електровозі ДС3);
- Кузов несучої конструкції;
- Екіпажна частина електровоза, розрахована на максимальну швидкість 200 км/год
- Тяговий асинхронний електропривод на IGBT транзисторах з індивідуальними інверторами напруги (поосного регулювання)
- Модульна кабіна управління з клімат-контролем, яка відповідає всім сучасним санітарним, ергономічним нормам та нормам безпеки;
- Тягова передача 3-го класу;
- Безбандажна колісна пара з ресурсом обода колеса понад 1 млн км;
- Мікропроцесорна система управління, діагностики й безпеки руху, включаючи пристрій автоведення;
- Астатичний регулятор швидкості в режимі тяги й електричного гальмування;
- Перетворювач власних потреб з регулюванням продуктивності і плавним пуском вентиляторів і компресорів;
- Модульний монтаж пневматичних і електричних систем;
- Безмасляні компресори з пристроями осушування повітря;
- Індивідуальні гальмівні блоки з автоматичним гальмом стоянки;
- Система вентиляції - індивідуальна з регулюванням продуктивності;

## Застосування
ЕП20 планують використовувати на наступних маршрутах:
- Москва - Санкт-Петербург (у складі Невського Експреса)[1]
- Москва - Адлер (через Білгород і Харків) [2]
- Москва - Хельсінкі
- Москва - Київ
- Москва - Саратов (після електрифікації ділянки Ртищево - Кочетовка, яку планується розпочати в 2013 році).

## Замовлення
РЖД планує закупити 200 таких електровозів на суму близько 1 млрд євро.
Можливо, ЕП20 буде використовуватися для відновлення тягового рухомого складу Білоруської залізниці: «Є попередня домовленість з ТМХ про замовлення 24 електровозів серії ЕП20. На першому етапі запланована дослідна експлуатація машин парку РЖД. Потім буде проведено конкурс, і в разі перемоги на ньому ТМХ, замовлять на 24 локомотива цієї серії. Введення саме двосистемних машин ЕП20 було б доцільно і з тієї причини, що від Москви до Орші планується використовувати електровози цієї ж серії парку РЖД», - Розповів «Транспорту» заступник начальника Білоруської залізниці Володимир Балахонов